# Censorware
Censorware je programska podrška kojom se blokira i filtrira internet. Naziv kazuje da se radi o cenzurskom oruđu, pomoću kojeg se ograničava pristup internetskom sadržaju, odnosno određene sadržaje cenzurira.

## Usporedi
- plati koliko želiš
- darovna ekonomija
- freemium
- freeware
- shareware
- demo
- abandonware
- vaporware
- shovelware (crapware, garbageware)
- adware
- donationware
- otvoreni kod
- nagware
- glossyware
- beerware